# Randall Zisk
Randall „Randy” Zisk (n.  ?, Dallas, Texas, SUA) este un regizor de televiziune, producător de televiziune și scenarist american.
A regizat episoade din Midnight Caller, Sisters, Reasonable Doubts, Lois & Clark: The New Adventures of Superman, Charlie Grace, Monk, Millennium etc. În 2023, a regizat filmul Mr. Monk's Last Case: A Monk Movie transmis în streaming de Peacock.